# توماس اشپرینگل
توماس اشپرینگل (آلمانی: Thomas Springel؛ زادهٔ ۱۵ مه ۱۹۵۹) بازیکن هندبال اهل آلمان غربی است.
وی در مسابقات کشوری و بین‌المللی در مجموع برندهٔ ۱ مدال نقره شده‌است.